# 15913 Telemachus
15913 Telemachus este o planetă minoră (asteroid), cu un diametru de 16,669 km, din Asteroid troian al lui Jupiter. A fost descoperită pe 1 octombrie 1997 la Observatorul European Austral de Uppsala-DLR Trojan Survey⁠(d) și a fost numită după Telemah. 
Obiectul prezintă o orbită caracterizată de o semiaxă mare de 5,1962904 UAi, o excentricitate de 0,059, o înclinație de 7,24982 ° în raport cu ecliptica.